# Unreal Tournament 3
Unreal Tournament 3 är ett spel som finns på Xbox 360, PC och Playstation 3 och tillhör förstapersonsskjutar-genren släppt november 2007, utvecklat av Epic Games.